# C/2002 V1 (NEAT)
C/2002 V1 (NEAT) ist ein Komet, der im Jahr 2003 mit dem bloßen Auge gesehen werden konnte. Er war der hellste Komet dieses Jahres.

## Entdeckung und Beobachtung
Der Astronom Steve H. Pravdo vom Jet Propulsion Laboratory (JPL) meldete, dass am 6. November 2002 im Rahmen des Programms Near Earth Asteroid Tracking (NEAT) mit dem 1,2-m-Schmidt-Teleskop auf dem Haleakalā ein neuer Komet gefunden wurde. Weitere noch am selben Tag dort sowie an mehreren Observatorien weltweit durchgeführte Beobachtungen bestätigten die Entdeckung. Der Komet war zu diesem Zeitpunkt noch etwa 2,3 AE von der Sonne und 1,4 AE von der Erde entfernt, seine Helligkeit lag bei etwa 17 mag.
Nachdem nur einen Tag nach der Entdeckung durch Brian Marsden eine vorläufige Bahnberechnung durchgeführt worden war, zeigte sich, dass der Komet bereits Mitte Februar 2003 in sehr geringem Abstand an der Sonne vorbeigehen würde und daher eine große Helligkeit von ihm erwartet werden konnte. Anfang Dezember 2002 lag seine Helligkeit bereits bei 12 mag und stieg bis Ende des Monats bis auf 8 mag an. Aus der Helligkeitsentwicklung wurde aber erwartet, dass der Komet aufgrund seines vermuteten kleinen Kerns die Annäherung an die Sonne nicht überstehen würde.
Als Mitte Januar 2003 eine verbesserte Bahnberechnung durchgeführt wurde, die eine Umlaufzeit von 37.000 Jahren ergab, wies dies darauf hin, dass der Komet seine letzten Annäherungen an die Sonne offenbar unbeschadet überstanden hatte, was dann auch für dieses Mal einen Zerfall unwahrscheinlicher werden ließ.
Die erste Beobachtung mit bloßem Auge gelang am 20. Januar bei einer Helligkeit von etwa 6 mag, eine fotografische Aufnahme zeigte einen Schweif von 2,5° Länge. In der Folge nahm die Helligkeit aber weniger schnell zu als erwartet, außerdem erschwerte die Abenddämmerung immer mehr die Beobachtung des Kometen. Am 7./8. Februar scheint es einen Helligkeitsausbruch bis auf etwa 4 mag gegeben zu haben und bis zum 13. Februar wurden für die Helligkeit Werte von 2 mag gemeldet, die Schweiflänge erreichte 5°.
Der Komet war danach kaum noch zu beobachten, aber er trat am 16. Februar in das Sichtfeld des Spektrografen LASCO C3 an Bord des Sonnenbeobachtungssatelliten SOHO ein und konnte damit während seines Vorbeiflugs an der Sonne bis zum 20. Februar beobachtet werden. Am 18. Februar wurde dabei auch eine Wechselwirkung mit einem koronalen Massenauswurf verfolgt.
Nach dem Periheldurchgang konnte der Komet nur noch von der Südhalbkugel gesehen werden, er hatte noch einen Schweif von 4° Länge, aber seine Helligkeit nahm nun rasch ab und lag Anfang März bei 5 mag und Ende des Monats bei 8 mag. Die letzte Beobachtung gelang am 22. Oktober 2003 am Reedy-Creek-Observatorium in Australien bei einer Helligkeit von 19 mag.
Der Komet erreichte eine maximale Helligkeit von etwa −0,5 mag und gehört damit zu den 9 hellsten Kometen seit 1935.

## Wissenschaftliche Auswertung
In einem Zeitraum von Januar bis März 2003 wurden diverse Forschungen an dem Kometen mit dem Ultraviolet and Visual Echelle-Spektrografen (UVES) des 8-m-Kueyen-Teleskops am Paranal-Observatorium in Chile durchgeführt:
- In einem Forschungsprogramm mit 22 anderen Kometen wurde auch der Komet NEAT vom 7. bis 9. Januar und am 20. März beobachtet und das Verhältnis der Isotope 12C/13C und 14N/15N im CN-Radikal bestimmt. Die Werte waren bei allen Kometen vergleichbar, allerdings lag das Verhältnis bei Stickstoff nur beim halben Wert wie auf der Erde, was auf unterschiedliche Verhältnisse im ursprünglichen Sonnensystem oder im Sonnennebel hinweist.[5]

- Jeweils einen Tag nach den zuvor genannten Beobachtungen wurde das Isotopenverhältnis 14N/15N auch durch Messungen des NH2-Radikals wiederholt, was vergleichbare Werte mit den zuvor erfolgten Messungen des CN-Radikals lieferte.[6]

- Eines der ursprünglichsten Merkmale in Kometeneis ist das Verhältnis von Ortho- und Parawasserstoff in Ammoniak (NH3), was Rückschlüsse auf die Umstände bei der Entstehung der Kometen zulässt. Vom 8. Januar bis 21. März 2003 konnte dieser Wert für den Kometen NEAT bestimmt werden, der Wert lag in einem typischen Bereich wie für die anderen 14 untersuchten Kometen.[7]

Mit dem 3-m-Teleskop der Infrared Telescope Facility (IRTF) auf dem Mauna Kea wurde am 9. und 10. Januar 2003 ein Spektrogramm des Kometen aufgenommen und die Emissionslinien von Silicaten gefunden. Die Daten wiesen auf kristallines Material hin. Am 10. und 11. Januar wurden dort auch mit dem COMICS-Spektrometer am 8,2-m-Subaru-Teleskop die Emissionen im Infraroten beobachtet. Die Messwerte wiesen auf das Vorkommen einer Mischung von kleinen amorphen Olivin- und Pyroxen-Körnern, großen amorphen Silicaten und kleinen kristallinen Forsterit-Körnern hin.
Mit dem 2,7-m-Teleskop des McDonald-Observatoriums in Texas wurden am 19. Januar 2003 die „verbotenen“ Spektrallinien von atomarem Sauerstoff bei dem Kometen beobachtet. Vom 24. Januar bis 4. Februar 2003 wurden mit dem 1,02-m-Teleskop des Uttar Pradesh State Observatory in Indien die Emissionslinien von CN und C2 im sichtbaren Bereich beobachtet und ihre Häufigkeiten und Produktionsraten abgeschätzt. Auch die Produktionsrate von Staub wurde bestimmt. Am 27. Januar wurden auch optische Spektren des Kometen am 2,12-m-Teleskop des Astrophysikalischen Observatoriums Guillermo Haro in Mexiko gewonnen, in denen die Emissionslinien von CN, C3, C2, NH2, neutralem Sauerstoff, CH, CH+, CO+ und H2O+ nachgewiesen wurden.
Mit dem 30-m-Radioteleskop des IRAM in Spanien und dem Nançay-Radioobservatorium in Frankreich wurde der Komet am 16. und 17. Februar 2003 bei geringem Sonnenabstand von 0,14 bis 0,11 AE beobachtet und dabei die Emissionslinien des Hydroxyl-Radikals OH, von Cyanwasserstoff (HCN), Isocyanwasserstoff (HNC), Methanol (CH3OH), und CS gefunden und deren Produktionsraten und Häufigkeiten relativ zu Wasser und HCN ermittelt. Für andere Moleküle konnten dafür nur obere Grenzen angegeben werden.
Mit der SWAN (Solar Wind ANisotropies)-Kamera an Bord des Weltraumteleskops SOHO wurde die Verteilung von Wasserstoff in der Kometenkoma im ultravioletten Licht der Lyman-α-Linie über einen Sonnenabstandsbereich von 0,24 bis 1,69 AE beobachtet und daraus die zeitlich veränderliche Produktionsrate von Wasser bestimmt.
In einer Untersuchung von 2011 wurden nach einem neuartigen Verfahren aus den photometrischen Helligkeiten, den Parametern für die nicht-gravitativen Kräfte auf den Kometen und der Produktionsrate von Wasser für die Masse des Kometen ein Wert von etwa 6,6 Mrd. t abgeleitet. Mit einer angenommenen mittleren Dichte ergab sich daraus ein Radius des Kometenkerns von 1,57 ± 0,16 km.

## Umlaufbahn
Für den Kometen konnte aus 1510 Beobachtungsdaten über einen Zeitraum von fast einem Jahr eine elliptische Umlaufbahn bestimmt werden, die um rund 82° gegen die Ekliptik geneigt ist. Die Bahn des Kometen verläuft damit nahezu senkrecht gestellt zu den Umlaufbahnen der Planeten. Im sonnennächsten Punkt der Bahn (Perihel), den er am 18. Februar 2003 durchlaufen hat, befand er sich mit etwa 14,9 Mio. km Sonnenabstand im Bereich weit innerhalb der Umlaufbahn des Merkur. Bereits am 24. Dezember 2002 hatte er den geringsten Abstand zur Erde mit etwa 119,0 Mio. km (0,80 AE) erreicht und am 19. Februar 2003 erfolgte noch eine Annäherung an die Venus bis auf etwa 94,3 Mio. km.
Nach den Bahnelementen, wie sie in der JPL Small-Body Database angegeben sind und die auch nicht-gravitative Kräfte auf den Kometen berücksichtigen, bewegte er sich lange vor seiner Passage des inneren Sonnensystems auf einer elliptischen Bahn mit einer Exzentrizität von etwa 0,999779 und einer Großen Halbachse von 435 AE mit einer Umlaufzeit von etwa 9080 Jahren. Durch die Anziehungskraft der Planeten, insbesondere durch nahe Vorbeigänge am Saturn am 12. März 2001 in etwas über 2 AE Abstand, am Jupiter am 20. September 2001 in etwa 3 ¾ AE und ein weiteres Mal am Saturn am 17. November 2003 in etwas über 7 ½ AE Distanz, sowie die Ausgasungseffekte in Sonnennähe wurde die Exzentrizität seiner Bahn auf etwa 0,999911 mit einer Großen Halbachse von etwa 1134 AE erhöht, so dass sich seine Umlaufzeit auf etwa 38.200 Jahre mehr als vervierfacht.